# Пааво Рантанен
Пааво Рантанен (фін. Paavo Rantanen; нар. 28 лютого 1934, Йювяскюля, Фінляндія) — фінський дипломат, політик; колишній чиновник міністерства закордонних справ Фінляндії; з 3 лютого по 13 квітня 1995 року — міністр закордонних справ Фінляндії.

## Біографія
Рантанен був заступником міністра зовнішньої торгівлі, перш ніж стати послом Фінляндії в США. Він працював в Міністерстві закордонних справ протягом тридцяти років, з 1958 року по 1988 рік. Він також служив в Раді директорів Nokia в 1988—1995 роках, поки він не став міністром закордонних справ в кабінеті Еско Аго після відставки Хейккі Хаавісто. Рантанен був міністром закордонних справ протягом 70 днів, і був змушений піти у відставку після парламентських виборів 1995 року.